# Mercer (Maine)
Mercer es un pueblo ubicado en el condado de Somerset en el estado estadounidense de Maine. En el Censo de 2010 tenía una población de 664 habitantes y una densidad poblacional de 9,37 personas por km².

## Geografía
Mercer se encuentra ubicado en las coordenadas 44°38′40″N 69°54′29″O / 44.64444, -69.90806. Según la Oficina del Censo de los Estados Unidos, Mercer tiene una superficie total de 70.85 km², de la cual 69.18 km² corresponden a tierra firme y (2.37%) 1.68 km² es agua.

## Demografía
Según el censo de 2010, había 664 personas residiendo en Mercer. La densidad de población era de 9,37 hab./km². De los 664 habitantes, Mercer estaba compuesto por el 98.34% blancos, el 0.15% eran afroamericanos, el 0.6% eran amerindios, el 0.45% eran asiáticos, el 0% eran isleños del Pacífico, el 0% eran de otras razas y el 0.45% pertenecían a dos o más razas. Del total de la población el 0.3% eran hispanos o latinos de cualquier raza.